# キシヤ
株式会社キシヤは、福岡県を中心に北部九州が地盤の総合医療機器商社。

## 沿革
- 1910年：福岡市中洲に於いて開業
- 1933年：医療用ガラス器具の製造開始
- 1935年：国産初の放射状ロック方式大型高圧蒸気消毒器の開発に成功
- 1938年：九州大学医学部前に営業所を開設
- 1968年：株式会社に組織変更
- 1981年：佐賀市に佐賀営業所を開設
- 1987年：北九州市八幡西区に北九州営業所を開設
- 1988年：久留米市に久留米営業所を開設
- 1993年：SPD業務の開始
- 1998年：大村市に大村営業所を開設
- 2002年：福岡市東区に物流センターを開設
- 2003年：福岡市東区にＳＰＤセンターを開設
- 2004年：福岡市中央区に在宅福祉店舗開設
- 2005年：長崎市に長崎営業所を開設
- 2008年：熊本市に熊本営業所を開設
- 2009年：飯塚市に飯塚営業所を開設
- 2010年：佐世保市に佐世保営業所を開設
- 2011年： 大分営業所、鹿児島営業所を開設
- 2012年： 宮崎営業所を開設
- 2013年：都城出張所を開設
- 2014年： (株)オルソメディカルと資本・業務提携

　　　　　　　　福岡西営業所を開設 
- 2016年：有限会社釜付メディカルと資本・業務提携

　　　　　　　　大同医科器械(株)を吸収合併 
　　　　　　　　鹿屋営業所を開設 
- 2017年：大村市富の原に西九州物流センターを開設

## 事業所
- 本社：福岡県福岡市東区松島1丁目41番21号
- 北九州営業所：福岡県北九州市八幡西区馬場山緑5-20
- 久留米営業所：福岡県久留米市宮ノ陣3丁目5番15号
- 飯塚営業所：福岡県飯塚市柏の森1036番地の2
- 佐賀営業所：佐賀県佐賀市鍋島3丁目14番15号
- 大村営業所：長崎県大村市西大村本町689-4
- 長崎営業所：長崎県長崎市西山4丁目4681
- 熊本営業所：熊本県熊本市平田2丁目8番36号
- 大分営業所：大分県大分市大字下郡3667番
- 鹿児島営業所：鹿児島県鹿児島市新栄町20番24号
- 鹿屋営業所：鹿児島県鹿屋市大浦町11399番2号
- 宮崎営業所：宮崎県宮崎市大塚町宮田2844番地
- 都城出張所：宮崎県都城市下川東2丁目10-9
- 福岡物流センター／SPDセンター：福岡県福岡市博多区榎田2丁目5番1
- 在宅福祉サポートセンター：福岡県福岡市博多区榎田2丁目5番1号
- 西九州物流センター：長崎県大村市富の原2丁目578番地

## 関連会社
- 株式会社ティーエッチエル
- 株式会社オルソ・メディカル
- 有限会社釜付メディカル